# Jean Blot
Ne doit pas être confondu avec Alexandre Blok (1880-1921)
Pour les articles homonymes, voir Blot.
Alexandre Blokh (russe : Александр Арнольдович Блок), dit Jean Blot, né le 31 mars 1923 à Moscou et mort le 23 décembre 2019, dans le 14e arrondissement de Paris, est un écrivain et traducteur français, d'origine russe.

## Biographie
Jean Blot vient de deux familles bourgeoises (diamantaires pétersbourgeois pour son père, épicier en gros pour sa mère). Dans l'URSS des années vingt, ses parents travaillent au Commissariat à la défense pour son père, comme avocate des enfants des rues pour sa mère. Sa famille part pour l'Allemagne au moment de la Nouvelle politique économique (NEP), puis s'installe à Paris où il fait ses études primaires. Envoyé en Angleterre pour apprendre l'anglais pour ses études secondaires, il passe la guerre en France. Réfugié russe et juif, il fuit vers Lyon et s'engage dans la Résistance (Le Juif Margolin, 1998) où il prend le nom de Jean Blot. Il devient lieutenant FFI dans le 1er régiment du colonel Fabien en Rhône-Alpes.
Docteur en droit, licencié ès lettres, fonctionnaire international  aux Nations unies à New York (1946-1956), à Genève (1958-1961) puis à l'UNESCO de Paris (à partir de 1962). Il voyage ainsi dans le monde entier. Secrétaire international du PEN club de 1981 à 1997 puis vice-président international du PEN club depuis 1998 et président du PEN Club français de 1999 à 2005, il crée en 1990 le PEN Club russe. Il est romancier mais aussi critique en lien avec son trilinguisme (français, russe, anglais).

## Œuvres
- Naissance de l'État coréen, 1951
- Le Soleil de Cavouri, Gallimard, 1956
- Les Enfants de New-York, Gallimard, 1959
- Obscur ennemi, Gallimard, 1961
- Les Illusions nocturnes, 1964
- La Jeune Géante, Gallimard, 1968
- Marguerite Yourcenar, Éditions Seghers, coll. Écrivains d'hier et d'aujourd'hui, no 38, 1971; réédition 1980
- La Difficulté d’aimer, Gallimard, 1971

Prix des Critiques 1972
- Ossip Mandelstam, Éditions Seghers, coll. Poètes d'aujourd'hui, no 206, 1972
- Là où tu iras, La Table Ronde, 1973
- Les Cosmopolites, Gallimard, 1976
- Sporade (récits de voyage), Arthaud, collection "Terre écrite", 1979
- Gris du ciel, Gallimard, 1981
- Ivan Gontcharov ou le réalisme impossible, 1984[5]
- La Montagne sainte, Albin Michel, 1984

Prix Valentine-de-Wolmar de l’Académie française 1985
- Tout l’été, Albin Michel, 1985
- Sainte Imposture, Albin Michel, 1988
- Si loin de Dieu et Autres Voyages, Albin Michel, 1990
- Bloomsbury, Histoire d’une sensibilité artistique et politique anglaise, Balland, 1992
- Albert Cohen ou Solal dans le siècle, Albin Michel, 1995
- Nabokov, Seuil, collection Écrivains de toujours, 1995
- Le Juif Margolin, Plon, 1998
- Moïse, notre contemporain, Albin Michel, 2001
- Roses d'Amérique, Balland, 2002
- Le soleil se couche à l’est, Le Rocher, 2005
- Une vie à deux, le Rocher, 2008[6]
- Mozart, Gallimard, collection "Folio Biographies", 2008
- Le Roman, poésie de la prose, Champion, 2010
- Affaire de Cœur, Pierre-Guillaume de Roux, 2012
- En amitié, La Bibliothèque, 2015
- Tout sera paysage, Gallimard, 2015
- Récits de jeunesse, La Bibliothèque, 2018

## Fondation Jean Blot
En 2012, il crée sous l'égide de la Fondation de France la Fondation Jean Blot Alexandre Blokh. Elle décerne en alternance deux prix littéraires. 
Le Prix Vitale et Arnold Blokh récompense les années paires une œuvre de critique ou d’histoire de l’art sur l’art occidental (1600-1950) et publiée en français dans l’année de la remise du prix.
Le prix Prix Jean Blot « En amitié » récompense les années impaires une œuvre de prose (essai, biographie, roman, hommage…) « célébrant les amitiés littéraires et artistiques » et publiée durant les deux années écoulées par un auteur autour de l’oeuvre ou la personnalité d’un créateur ».

## Prix littéraires
- Prix des Critiques (1972) pour La Difficulté d’aimer
- Prix Valery-Larbaud (1977) pour Les Cosmopolites.
- Prix Cazes brasserie Lipp (1982) pour Gris du ciel.
- Prix Valentine de Wolmar (1984) pour La Montagne sainte.
- Grand prix de la Critique littéraire (1985) pour Ivan Gontcharov ou le réalisme impossible.
- Prix de l'Académie (1986) pour l'ensemble de son œuvre.

## Médias
France Culture lui a consacré cinq émissions en 2012